# Survival Island
Survival Island, também conhecido como Three (bra: Jogo pela Sobrevivência), é um filme britano-luxemburgo-estadunidense de 2005, dos gêneros aventura, suspense e drama romântico, escrito e dirigido por Stewart Raffill.
Protagonizado por Billy Zane, Kelly Brook e Juan Pablo Di Pace, o filme foi gravado na Grécia.

## Sinopse
Casal milionário resolve fazer um passeio de iate levando um tripulante. Um acidente causa um incêndio e o barco afunda, deixando os três numa ilha desabitada no Caribe. À medida que o tempo passa, vão se acumulando tensões e traições até o limite da violência.

## Elenco
- Billy Zane como Jack
- Kelly Brook como Jennifer
- Juan Pablo Di Pace como Manuel
- Todd Collins como Bill
- Gabrielle Jourdan como Gail
- Gary Brockette como Capitão Richards
- Isabelle Constantini como Maggie Richards
- Shell Galloway como Rico Denas

## Produção e lançamento
Os atores Billy Zane e Kelly Brook se conheceram durante as filmagens e depois ficaram noivos. No final de 2005, Zane e Brook exigiram dos produtores do filme a remoção das cenas de nudez de Brook, mas em vão: as cenas ficaram intactas até o lançamento do filme em DVD.

## Recepção crítica
Three, como era conhecido no Reino Unido, teve críticas negativas, obtendo uma classificação de uma estrela rara no site da BBC Movies.
Robert Hanks, do The Independent, afirmou que o filme é "um mistura profana de Lord of the Flies, The Blue Lagoon e The Admirable Crichton ... Em alguns momentos, dá até pra rir, mas a maioria das cenas é monótona..."
Em Rotten Tomatoes, o filme obteve aprovação de 17%, com base em críticas de seis críticos.